# Kovrovets

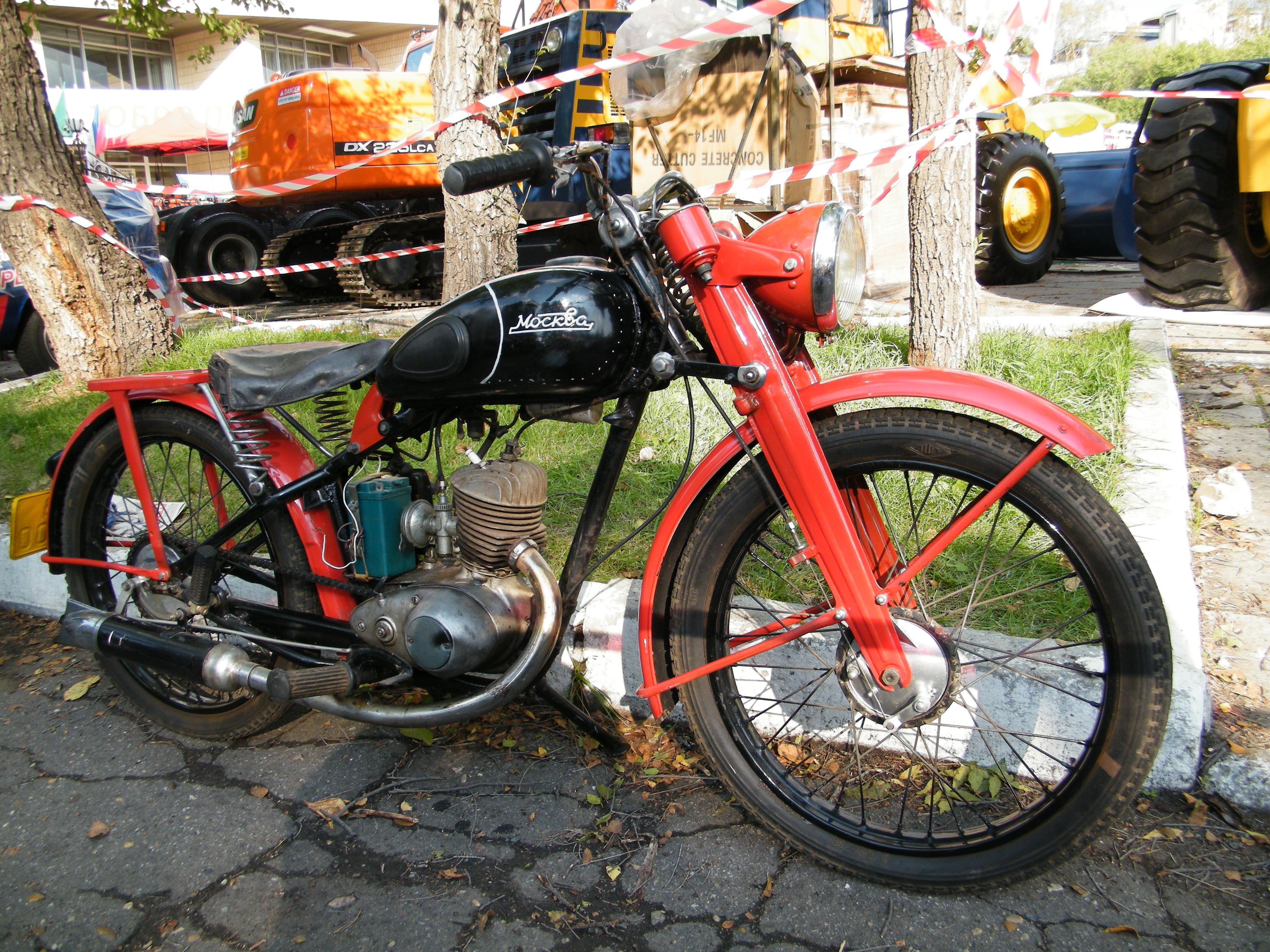
Motorfiets Moskva, die vrij gelijkaardig aan Kovrovets K-125 was

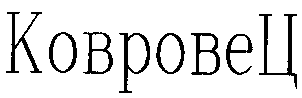
Kovrovets-logo

Kovrovets (Russisch: Ковровец; ook bekend onder de Engelse transliteraties Kovrovetz en Kovrovec of eenvoudig K) is een historisch merk van motorfietsen, dat werd geproduceerd door de Russische Degtjarjovfabriek (ZiD) uit de stad Kovrov.
Het was een Russisch merk dat in 1960 op de markt kwam met 123- en 173 cc tweetaktmotoren, die later door de modernere 174 cc Voschod-2 vervangen werden. De productie was voornamelijk voor het binnenland bestemd en eindigde rond 1965. Voschod en Kovrovets kwamen beiden uit de motordivisie van de Degtjarjovfabriek, waar ook wapens worden geproduceerd.
De Kovrovets-modellen werden na de Tweede Wereldoorlog geproduceerd. Het waren kopieën van de vooroorlogse DKW-modellen, maar dan de lichtere (125 cc) uitvoeringen, zoals de K 125.